# 不丹榔蛛
不丹榔蛛（学名：Langona bhutanica）为跳蛛科榔蛛属的动物。分布于不丹以及中国大陆的四川等地。该物种的模式产地在不丹。其种加词“bhutanica”意为“不丹的”。